# Синдром Блума
Синдром Блума или Синдром Блум-Торре-Мачэйкик — редкое аутосомно-рецессивное заболевание, для которого характерны низкий рост больных и предрасположенность к онкологическим заболеваниям. Клетки больных синдромом Блума демонстрируют сильную геномную нестабильность, в частности, частую гомологичную рекомбинацию. Заболевание было обнаружено и впервые описано американским дерматологом доктором Дэвидом Блумом в 1954 году.

## Описание
Синдром Блума — разновидность прогероидных синдромов и демонстрирует ряд признаков, характерных для этой группы заболеваний: короткий рост и рано развивающаяся сыпь на областях кожи, контактирующих с солнечным светом. Кожная сыпь эритемная, склеродермическая и масштабная. При поражении кожи в области носа и щек, сыпь имеет бабочкообразную форму. Сыпь также может развиться на других поверхностях, контактирующих с солнечным светом, например, коже рук. Другие клинические проявления включают: высокий голос; характерные черты лица, такие как длинное, узкое лицо, микрогнатия, и выступающие нос и уши; гипо- и гиперпигментацию кожи; склеродермия, которая может проявляться как на коже, так и в глазах; умеренный иммунодефицит, связанный с недостатком определённых классов иммуноглобулинов, что приводит к увеличенному риску развития пневмонии и ушных инфекций; гипогонадизм.
Осложнения заболевания могут включать хронические проблемы с лёгкими, диабеты и неспособность к обучению. У небольшого количества больных отмечена умственная отсталость.
Самым существенным осложнением является увеличенный риск развития онкологических заболеваний.
Для синдрома Блума характерны некоторые фенотипы, общие для него с анемией Фанкони, что может быть следствием перекрытия функций мутантных белков, связанных с этими заболеваниями.

## Связь с раком
Повышенный уровень мутаций при синдроме Блума приводит к высокому риску развития рака у пациентов. Предрасположенность к раку характеризуется, во-первых, широким спектром типов рака, включая лейкозы, лимфомы и карциномы; во-вторых, ранним возрастом развития опухоли, по сравнению со средним возрастом в здоровой популяции; в-третьих, множественностью.

## Белок синдрома Блума
Белок синдрома Блума — белок, кодируемый у людей геном BLM, и который не экспрессируется в случае наличия синдрома Блума.
Продукт гена BLM связан с подмножеством DExH box-содержащих хеликаз и имеет как ДНК-стимулированную АТФазную активность, так и АТФ-зависимую ДНК хеликазную активность. Мутации, вызывающие синдром Блума, изменяют или приводят к удалению хеликазного мотива и могут полностью убрать 3' → 5' хеликазную активность. В норме этот белок может выступать супрессором неверной гомологичной рекомбинации.

### Взаимодействия
Для белка синдрома Блума была продемонстрирована возможность взаимодействия с CHEK1, Replication protein A1, Werner syndrome ATP-dependent helicase, RAD51L3, Ataxia telangiectasia mutated, RAD51, XRCC2, Flap structure-specific endonuclease 1, H2AFX, TP53BP1, FANCM, P53, TOP3A, MLH1 и CHAF1A.

### Патофизиология
У больных синдромом Блума наблюдается повышенная частота сестринских хроматидных обменов и, как следствие, повышается шанс возникновения хромосомных разрывов и структурных перестроек хромосом. Детали механизма, связывающего молекулярные процессы, в которые вовлечён белок синдрома Блума и хромосомы, находятся на этапе изучения.

Синдром Блума имеет аутосомно-рецессивный паттерн наследования.

Синдром Блума наследуется по аутосомно-рецессивному механизму. У ребёнка с синдромом Блума оба родителя являются бессимптомными носителями мутации по одному аллелю гена BLM. Частота носителей мутантного гена варьирует в зависимости от популяции. Например, у потомков евреев ашкеназов она составляет 1/100. Синдром проявляется у обоих полов, при этом, однако, у женщин поражение кожи менее сильное, чем у мужчин, поэтому заболевание может быть не диагностировано как синдром Блума. В настоящий момент нет достоверных свидетельств о том, что симптомы синдрома Блума могут варьироваться в зависимости от типа мутации в гене BLM.

## Диагностика
Медико-генетическое консультирование и генетический анализ рекомендованы семьям, в которых могут быть носители синдрома Блума. Семьи, в которых статус носителя достоверно известен, могут воспользоваться пренатальным тестированием с применением цитогенетических и молекулярно-биологических методов. Синдром Блума диагностируют при помощи любого из трех тестов: по присутствию так называемых обменных хроматидных аберраций (тетрарадиалов) в культурах лимфоцитов крови, и/или повышенному уровню сестринских хроматидных обменов в клетках любого типа, и/или по наличию мутации в гене BLM.